# دالي هاريس
دالي هاريس (بالإنجليزية: Dale Harris)‏ هو عازف الغيتار الكلاسيكي أمريكي، ولد في 1968.